# Бучери (Пескара)
Бучери (итал. Buccieri) је насеље у Италији у округу Пескара, региону Абруцо.
Према процени из 2011. у насељу је живело 87 становника. Насеље се налази на надморској висини од 27 м.